# Placiti Cassinesi
De vier Placiti Cassinesi (10e eeuw) behoren tot de oudste zinnen van de Italiaanse taal. De vier zinnen op perkament zijn niet in het Volkslatijn of Proto-Romaans geschreven maar in een Romaanse volkstaal in Zuid-Italië.
De stijl is deze van een rechter of een klerk. Het gaat om vier korte beëdigde getuigenissen uit de jaren 960-963 in de Longobardische prinsdommen Capua en Benevento. De abdij van Montecassino was aldaar in een dispuut verwikkeld over vier terreinen. Het geschil liep tussen de abdij van Montecassino en een lokale heer, Rodelgrimo van Aquino. De vier terreinen lagen bij haar dochterabdijen van Capua, Sessa Aurunca en Teano. De laatste abdij had twee betwiste gronden.
De invloed van de Placiti Cassinesi op het Middeleeuws Italiaans/Florentijns is eerder beperkt. Andere literaire invloeden dan de abdij van Montecassino wogen immers belangrijk door in Zuid-Italië: Arabisch-literaire invloed, alsook de invloed van Byzantijnen, Normandiërs en het heersende Huis Hohenstaufen in Italië.

## Naam
- Placito in het Italiaans of Placitum in het Latijn was een uitspraak in een gerechtelijke procedure.
- Cassinesus verwijst naar de abdij van Montecassino.

## Oorspronkelijke tekst
Placiti Cassinesi op Wikisource